# El Salvador i olympiska spelen
El Salvador deltog första gången vid olympiska sommarspelen 1968 i Mexico City och har sedan dess varit med vid varje olympiskt sommarspel förutom vid spelen 1976 i Montréal och 1980 i Moskva, de senare på grund av den av USA ledda bojkotten. De har aldrig deltagit vid de olympiska vinterspelen. El Salvador har aldrig vunnit någon medalj.

## Medaljer
| Guld | Silver | Brons | Totalt antal medaljer |
| ---- | ------ | ----- | --------------------- |
| 0    | 0      | 0     | 0                     |

### Medaljer efter sommarspel
| Spel                | Guld        | Silver      | Brons       | Totalt      |
| Mexico City 1968    | 0           | 0           | 0           | 0           |
| München 1972        | 0           | 0           | 0           | 0           |
| Montréal 1976       | Deltog inte | Deltog inte | Deltog inte | Deltog inte |
| Moskva 1980         | Deltog inte | Deltog inte | Deltog inte | Deltog inte |
| Los Angeles 1984    | 0           | 0           | 0           | 0           |
| Seoul 1988          | 0           | 0           | 0           | 0           |
| Barcelona 1992      | 0           | 0           | 0           | 0           |
| Atlanta 1996        | 0           | 0           | 0           | 0           |
| Sydney 2000         | 0           | 0           | 0           | 0           |
| Aten 2004           | 0           | 0           | 0           | 0           |
| Peking 2008         | 0           | 0           | 0           | 0           |
| London 2012         | 0           | 0           | 0           | 0           |
| Rio de Janeiro 2016 | 0           | 0           | 0           | 0           |
| Tokyo 2020          | 0           | 0           | 0           | 0           |
| Paris 2024          | 0           | 0           | 0           | 0           |
| Totalt              | 0           | 0           | 0           | 0           |